# Jean-Philippe Viret
Jean-Philippe Viret (* 1959 in Saint-Quentin) ist ein französischer Jazzmusiker (Kontrabass, Komposition).  

## Leben und Wirken
Viret wuchs in Caen auf und erhielt Klavierstunden, verlor aber das Interesse an Musik, bis er Emmanuel Bex traf, der veranlasste, dass Viret sich dem Bass zuwendete. Er begann mit achtzehn Jahren, Kontrabass am Konservatorium in Bordeaux zu studieren. Nach kurzer Zeit war er im Trio mit Bex und Schlagzeuger Renaud Penant in den Jazzclubs professionell tätig. Im Herbst 1979 zog er nach Paris, wo er am Konservatorium von Versailles studierte. 1981 gründete er mit Christian Gentet, Yves Torchinsky und Dominique Lemerle das Orchestre de Contrebasses, ein Septett bzw. Sextett von Kontrabassisten (teilweise auch mit Renaud Garcia-Fons bzw. Hélène Labarrière), das zwischen 1982 und 2012 sieben Alben veröffentlichte. Hier begann er auch zu komponieren. Seit 1989 begleitete er acht Jahre lang Stéphane Grappelli im Trio mit dem Gitarristen Marc Fosset. Auch trat er mit Simon Goubert, Daniel Humair, Lee Konitz, Jean-Marie Machado, Richard Galliano oder Bill Carrothers auf. Zudem spielte er mit Dominique Cravic bei Les primitifs du futur. 
Seit Ende der 1980er Jahre leitete er ein Piano-Jazz-Trio mit dem Pianisten Édouard Ferlet und dem Schlagzeuger Antoine Banville bzw. (seit 2008) Fabrice Moreau, das fünf Alben vorlegte. Seit 2012 ist er zudem mit seinem Streichquartett Supplément d’âme aktiv, das neue Zugänge zu barocker Musik sucht. 2017 erschien mit Les idées heureuses die zweite CD von Supplément d’âme, die von der Kritik ausdrücklich hervorgehoben wurde. Mit François Thuillier (Tuba) und Jean-Charles Richard (Baritonsaxophon) stellte er 2018 das überwiegend aus seinen Kompositionen bestehende Programm 60% de matière grave in Hamburg vor.

## Preise und Auszeichnungen
Mit seinem Trio gewann Viret 2011 den Preis für die beste Instrumentalgruppe des Jahres 2011 bei den Victoires de la Musique.

## Diskographische Hinweise
- Jean-Philippe Muvien, Daniel Humair, François Jeanneau, Jean-Philippe Viret Flench Wok (Beejazz 2005)
- Didier Lockwood, Marcel Azzola Featuring Martin Taylor & Jean-Philippe Viret Waltz Club (EmArcy 2006)
- Gérard Lesne, Bruno Angelini, Jean-Philippe Viret, Ramón López Colors (ZigZag 2007)
- Le Mâle Entendu (2013, mit Édouard Ferlet, Fabrice Moreau sowie Nancy Huston)